# Happy End (Komödie)
Happy End ist ein dreiaktiges Songspiel von Elisabeth Hauptmann, Kurt Weill und Bertolt Brecht, das in der ersten Jahreshälfte 1929 als Nachfolgeprojekt zur erfolgreichen Dreigroschenoper entstand und am 2. September 1929 im Theater am Schiffbauerdamm in Berlin uraufgeführt wurde. Das Stück wurde nach nur sieben Aufführungen abgesetzt und erlebte seine erste große Renaissance erst 1977 am Broadway, wo es sich immerhin für 75 Aufführungen auf dem Spielplan halten konnte. Happy End setzt sich mit der Geschichte der Heilsarmee, einer Gangsterbande und der Zerstörung der großen Städte auseinander. Es geht dabei um die Zusammenhänge zwischen Religion und Geschäft.

## Autorschaft und Rezeptionsgeschichte
Nach dem Erfolg der Dreigroschenoper konzipierten Brecht und Weill ein Songspiel, dessen Texte eigentlich von Elisabeth Hauptmann stammen und das zunächst unter dem Pseudonym „Dorothy Lane“ veröffentlicht worden war. Die Autorschaft des Werkes galt unter Musik- und Theaterwissenschaftlern lange als umstritten und wurde vorerst überwiegend dem Werk Brechts zugeordnet. Seit 1977 gilt Elisabeth Hauptmann als Autorin. Nur die Songs sind von Brecht und Weill. Im Juni des Jahres 1929 hatte Brecht einen Brief an Elisabeth Hauptmann geschrieben, in dem er sie aufforderte, das Projekt zu übernehmen. Der Brief enthielt einige Anmerkungen zum Plot und zu den Personen.
Die Uraufführung von Happy End war von einer Vielzahl von Problemen begleitet. Es verbreiteten sich nicht nur hartnäckig Meldungen, dass die Schauspielerin Helene Weigel auf der Bühne aus einer kommunistischen Flugschrift gelesen habe, sondern man hatte auch mit zunehmend feindseligen Rezensionen der immer nationalistischer werdenden Deutschen Presse zu kämpfen. Trotz aller Schwierigkeiten wurde Happy End auch in Europa nach Beendigung des Zweiten Weltkriegs immer wieder aufgeführt, zum ersten Mal in München 1958. Weitere erfolgreiche Produktionen waren beispielsweise in London 1965 (Royal Court Theatre), am Yale Repertory Theatre 1972 (US) und in Frankfurt 1983.
Am 7. Mai 1977 feierte Happy End in leicht abgewandelter und an die amerikanische Musical-Tradition angelehnter Form am Broadway (Martin Beck Theatre) Premiere und wurde bis zum 10. Juli desselben Jahres 75 Mal aufgeführt. Beteiligt waren unter anderem die Regisseure Robert Kalfin und Patricia Birch sowie die damaligen Schauspielgrößen Christopher Lloyd, Grayson Hall und Meryl Streep.
Trotz vergleichsweise geringer Aufführungszahlen konnten sich einige Songs aus der Feder von Kurt Weill und Bertolt Brecht auch durch zahlreiche Coverversionen in der Populärmusik behaupten, hierzu zählen vor allem der „Surabaya Johnny“, der „Bilbao-Song“, der „Matrosen-Tango“ und der „Song von Mandalay“.

## Text
- Dorothy Lane: Happy End. Für das Theater bearbeitet von Elisabeth Hauptmann. Songs von Bertolt Brecht, Bühnenmanuskript, Berlin 1929
- Elisabeth Hauptmann: Julia ohne Romeo. Geschichten. Stücke. Aufsätze. Erinnerungen. 252 S., Aufbau-Verlag, 1. Auflage 1977, S. 65–135

## Verfilmungen
- Manfred Wekwerth: „Happy End.“ Drehbuch nach der Komödie von Dorothy Lane (Elisabeth Hauptmann), 1976
- Happy End oder Wie ein kleines Heilsarmeemädchen Chicagos größte Verbrecher in die Arme der Gesellschaft zurückführte, Fernsehfilm 1972, Regie: Heinz Schirk; Produktion: Südwestfunk (SWF)
- „America’s Musical Theater“ 1985, Autoren: Michael Feingold, Elisabeth Hauptmann (1 Folge 1985), Scott Joplin, Produktion: WGBH Educational Foundation, Vertrieb: WGBH Educational Foundation (1985) (USA) (TV)
- Happy End, Fernsehfilm 1990, João Lourenço und Vera San Payo de Lemos (Übersetzer), Radiotelevisão Portuguesa (RTP), Portugal

## Sekundärliteratur und Kritiken
- John Fuegi: Brecht & Co. Biographie, Autorisierte erweiterte und berichtigte deutsche Fassung von Sebastian Wohlfeil, ISBN 3-434-50067-7
- Paula Hanssen, Elisabeth Hauptmann: Brecht’s Silent Collaborator. New York (Peter Lang) 1995, 173 Seiten, ISBN 3-906753-11-5
- Hiltrud Häntzschel: Brechts Frauen. 314 Seiten, Rowohlt Tb. 1/2003, ISBN 978-3-499-23534-4
- Sabine Kebir: Ich fragte nicht nach meinem Anteil. Elisabeth Hauptmanns Arbeit mit Bertolt Brecht. Berlin (Aufbau-Verlag) 1997, 292 S., ISBN 3-7466-8058-1 (dokumentiert auch die Tagebücher von Elisabeth Hauptmann von 1926)
- Astrid Horst, Klaus Völker: Prima inter pares. Elisabeth Hauptmann – die Mitarbeiterin Bertolt Brechts. 95 Seiten, Königshausen & Neumann 1997, ISBN 978-3-88479-685-6
- Tobias Lachmann: Und das Ganze endet happyendlich/Selbstverständlich. Gangster, Girls und Geldgeschäfte in Elisabeth Hauptmanns Komödie ‚Happy End‘. In: Rüdiger Sareika (Hrsg.): Anmut sparet nicht noch Mühe. Zur Wiederentdeckung Bertolt Brechts, Iserlohn 2005, S. 135–170. ISBN 3-931845-92-3
- Jan Knopf: Sex for text. Anleitung zur Firmengründung oder Wie der amerikanische Literaturwissenschaftler John Fuegi einmal die Laken des Dichters Bertolt Brecht entzifferte. In: Konkret. Politik und Kultur, Heft 10, Oktober 1994, S. 53–55.
- John Willett: Bacon ohne Shakespeare? – The Problem of Mitarbeit. In: Brecht-Jahrbuch 12, 1985, ISBN 3-88377-349-2
- Germany: Happy End. Time Magazin U.S., 16. September 1929